# Zhadui
Zhadui (kinesiska: 扎堆, 扎堆乡) är en socken i Kina. Den ligger i den autonoma regionen Tibet, i den sydvästra delen av landet, omkring 230 kilometer öster om regionhuvudstaden Lhasa.
Genomsnittlig årsnederbörd är 1 022 millimeter. Den regnigaste månaden är juni, med i genomsnitt 248 mm nederbörd, och den torraste är december, med 4 mm nederbörd.